# Distrito electoral de Bethel (condado de Gosper, Nebraska)
Bethel (en inglés: Bethel Precinct) es un distrito electoral ubicado en el condado de Gosper en el estado estadounidense de Nebraska. En el censo de 2010 tenía una población de 436 habitantes y una densidad poblacional de 4,72 personas por km².

## Geografía
Bethel se encuentra ubicado en las coordenadas 40°39′43″N 99°48′19″O / 40.66194, -99.80528. Según la Oficina del Censo de los Estados Unidos, Bethel tiene una superficie total de 92.33 km², de la cual 82.15 km² corresponden a tierra firme y (11.03%) 10.18 km² es agua.

## Demografía
Según el censo de 2010, había 436 personas residiendo en Bethel. La densidad de población era de 4,72 hab./km². De los 436 habitantes, Bethel estaba compuesto por el 98.39% blancos, el 0.23% eran afroamericanos, el 0.23% eran amerindios y el 1.15% pertenecían a dos o más razas. Del total de la población el 1.15% eran hispanos o latinos de cualquier raza.